# Adiudykacja (stosunki międzynarodowe)
Adiudykacja – w stosunkach międzynarodowych sposób nabycia terytorium państwowego. Polega na rozstrzygnięciu sporu terytorialnego przez organ międzynarodowy, jeśli jego decyzja jest wiążąca dla wszystkich stron tego sporu. Często konieczne jest również zawarcie umowy międzynarodowej, na mocy której państwa wiodące spór uznają kompetencję organu międzynarodowego do jego rozpatrzenia.
Jednym z przykładów adiudykacji jest decyzja komisji egipsko-izraelskiej dotycząca Taby, niewielkiego obszaru na wybrzeżu zatoki Akaba. Decyzją komisji Taba w 1989 roku powróciła pod panowanie Egiptu.